# Волжский дизель имени Маминых
Волжский дизель имени Маминых — предприятие, созданное на базе машиностроительного завода им. Ф. Э. Дзержинского, которое, в свою очередь, создано на базе отделения завода братьев Маминых, принадлежащего до революции Ивану Мамину. Завод располагается в городе Балаково, Саратовская область.
На момент 2022 года, Акционерное общество «Волжский дизель имени Маминых» (АО «Волгодизельмаш») — одно из российских предприятий, специализирующихся на производстве и поставке среднеоборотных дизельных и газопоршневых двигателей и агрегатов на их базе, которые имеют широкую сферу применения в промышленности. Завод располагает производственной площадью 88,6 тыс. м². Предприятие оснащено высокотехнологичным металлообрабатывающим оборудованием, включающим станки с числовым программным управлением, обрабатывающие центры и механизированные комплексы, с экспериментальным цехом для всесторонних испытаний новой и совершенствования выпускаемой продукции.
Мощностной ряд основной продукции включает в себя двигатели от 232 до 1100 кВт.

## История
1899 г. — молодой изобретатель Яков Васильевич Мамин, прошедший стажировку на заводе создателя первого гусеничного трактора Ф. Блинова, вместе с братом Иваном открыл на восточной окраине Балакова собственные мастерские. Предприятие именовалось как «Специальный завод нефтяных двигателей братьев Маминых».
1903 г. — выпущен бескомпрессорный двигатель стационарного типа с воспламенением от сжатия, построенный Я. В. Маминым. Предприятие серийно производит калоризаторные нефтяные двигатели мощностью от 3,5 до 30 л. с.
1908 г. — Изготовлен первый четырёхтактный двигатель мощностью 9,5 л. с. с горизонтальным расположением цилиндра. В качестве топлива использовали газойль. Завод выпускает двигатели мощностью от 7 до 40 л. с. и на их базе — колесные локомобили 10, 13 и 16 л. с. и двадцатисильные колесные тракторы с нефтяным двигателем высокого сжатия.
1912 г. — с конвейера завода сошли первые опытные образцы колесных тракторов на базе транспортного бескомпрессорного двигателя. Двигатель этого трактора работал на сырой нефти.
1916—1917 гг. — в условиях большого количества оборонных заказов были спешно построены три новых цеха для выработки запальных стаканов, испытания станков и изготовления 37-миллиметровых гранат.
1918 г. — Завод выпустил первый советский трактор — Гном.
1923 г. — выпущен трактор Карлик. Собрание политехнического общества в Москве, официально признало основателя предприятия Якова Мамина пионером русского тракторостроения. Высокие качества двигателей конструкции Мамина отмечены золотыми медалями на многих выставках в России, а также за границей: в Париже, Лондоне, Брюсселе, Риме.
1926 г. — По инициативе работников заводу было присвоено его имя Ф. Э. Дзержинского. У проходной завода был установлен его бюст.
1926—1930 гг. Конструкторы предприятия создали стационарный четырехтактный горизонтальный двигатель 1Ч42/50. Введены в эксплуатацию собственная электростанция, литейный цех, установлен новый двигатель в здании силовой станции, перепланирован механический цех, спроектированы и внедрены новые конструкции коленчатых валов, топливного насоса и форсунок к двигателям «Русский дизель». В это же время был увеличен выпуск двигателей класса «полудизель».
1930—1935 гг. — введенный в эксплуатацию новый литейный цех позволил значительно увеличить производство запасных деталей. В то же время создана оригинальная конструкция легкого экономичного форкамерного двухтактного дизельного двигателя со струйным распылением топлива.
1937 г. — Установлен памятник Ф. Э. Дзержинскому на территории завода.
1939 г. — выпущен первый стационарный форкамерный дизель 1Д26/30, предназначенный для привода небольших электростанций. Происходит расширение завода за счет строительства новых цехов, территория завода увеличилась в шесть раз. Осваивается производство дизелей размерностью 19/30 для судов и электростанций.
1941—1945 гг. — коллектив завода в два раза вырос численностью за счет эвакуированных рабочих из г. Первомайска, Ленинграда и других городов. Завод быстро перестроил производства на выпуск военной продукции. Были решены коллективом завода важнейшие задачи по освоению массового производства снарядов для самоходных артиллерийских установок СУ-152, и выпуску дизелей, крайне необходимых для нужд предприятий тыла и Волжской Военной флотилии. Инженерная и конструкторская мысль работала на перспективу, в военные годы было подготовлено производство трех новых марок газогенераторных двигателей. Завод занял первое место в системе машиностроительной промышленности.
1945—1950 гг. — в условиях масштабного восстановления страны завод вновь значительно расширился и увеличил мощности. Были построены шлакоблочная мастерская, столярный, механосборочный, паросиловой и литейный цеха, нефтебаза, заложены ремонтно- механический, экспериментальный и модельный цеха. Для восстановления народного хозяйства завод занялся выпуском мирной продукции. Требовалось огромное количество двигателей внутреннего сгорания и запчастей к тракторам. Конструкторским бюро завода разработан мощный по тем временам дизельный двигатель 1ДМ28/30 для электростанций и рабочие чертежи дождевальных установок с приводом от малогабаритной и дешевой нефтянки Н-22.
1952 г. — Для развития морского рыболовства предприятие начало выпуск судовых двигателей 2ДСП19/30 мощностью 80 л. с. при 500 об/мин.
1956 г. — Налажен выпуск 4ДСП19/30 мощностью 160 л. с. при 500 об/мин.
1960 г. — Для освоения сырьевых ресурсов страны в отдаленных точках потребовалось создание дизель-генераторов и завод перешел на выпуск агрегатов новой модификации 4ДГ 19/30-1. Начались работы по автоматизации дизель-генераторных установок, которые обеспечивали работу без обслуживающего персонала в течение 150 ч. Они предназначались в качестве основного и резервного источников электроэнергии на необслуживаемых электростанциях. Конструкторами ОКБ совместно с коллективом экспериментальной лаборатории создан опытный образец двигателя с турбонаддувом марки 6ДГН19/30 мощностью 375 л. с.
1971 г. — Создание и серийное освоение дизельного двигателя 6ЧН 21/21 (базового двигателя для многих изделий) и освоение выпуска тысячесильных двигателей для Белорусского автомобильного завода. Программа предусматривала увеличение производственных мощностей в 2,4 раза. Были построены новые цеха, бытовой корпус, котельная, очистные сооружения, трансформаторная подстанция, блок испытательной станции и экспериментальная лаборатория.
1985 г. — Налажено производство дизель-генераторов ДГР-500 для геологических работ, силовых агрегатов СА-10 в экспортном исполнении для нефтебуровых установок, дизель-генераторов ДГ-600А для большегрузных самосвалов Белорусского автомобильного завода. Создан макетный образец дизеля общего назначения для строительно-дорожных машин и тракторов, разработан и изготовлен опытный образец дизеля 12ЧН21/21 для магистральных тепловозов с малой нагрузкой на ось.
1993 г. — Налажен выпуск силовых агрегатов СА20 мощностью 662 кВт для замены дизельных двигателей МВ 820 на буровых установках румынского производства.
1995 г. — Налажен выпуск силовых агрегатов СА30 мощностью 442 кВт для замены выработавших свой срок дизельных двигателей типа В2 и польских силовых агрегатов WOLA. По заказу «Газпрома» создан газовый двигатель-генератор мощностью 500 кВт.
1999 г. — Предприятие отмечает столетний юбилей. К торжеству благоустроена прилегающая территория, установлены макеты двигателей и памятник основателям завода. Налажен выпуск силовых агрегатов СА25 мощностью 600 кВт для привода буровых насосов УБН600. Начато производство дизель-редукторных агрегатов ДРРА 390/1000 мощностью 390 л. с. для замены на речных судах агрегатов с дизельными двигателями 6NVD26 производства германской фирмы SKL.
2000 г. — Поставлены на производство дизельные и газопоршневые электростанции мощностью от 100 до 630 кВт.
2012 г. — На базе двигателя 6ЧН21/21 были созданы газопоршневой и дизельный двигатели 8ЧН21/26 и 8ГЧН 21/26 мощностью от 600 до 1100 кВт.
2013 г. — Используя газопоршневой двигатель 8ГЧН21/26 был создан двигатель-генератор ГДГ800Т мощностью 800 кВт для маневрового тепловоза ТЭМ19, работающего на сжиженном природном газе.
2015 г. — Были созданы газопоршневые электростанции ГЭ 20 мощностью 600 кВт и ГЭ 50 мощностью 1000 кВт.
2018 г. — Благодаря смене собственника, завод заработал с новой силой, преодолел экономические трудности и продолжает развиваться.
2019—2022 гг. — Активное участие в выставках, социальная помощь, увеличение рабочих мест. Был изготовлен и поставлен заказчику ряд энергокомплексов, в том числе на 5 и 6 МВт.

## Новая жизнь завода
В мае 2018 года у завода сменился собственник и были решены экономические проблемы, что поспособствовало оживлению производства, наращиванию мощностей и развитию. Завод стал увеличивать число рабочих мест, благодаря этому, уровень безработицы в городе Балаково и его районе стал падать. С 2019 года завод активно участвует в специализированных всероссийских выставках и оказывает социальную помощь.

### Работа в условиях санкционного давления
«Волжский дизель имени Маминых» производит газопоршневые и дизельные двигатели в линейке от 315 кВт до 1 МВт. «Егоршинский радиозавод» («ЕРЗ») на базе своего обособленного подразделения «Баранчинский электромеханический завод» производит, а так же разрабатывает и готовит к выпуску линейку генераторов данной мощности. Таким образом, группа компаний Волжский дизель имени Маминых и Егоршинский радиозавод «ЕРЗ» обладают всем необходимым потенциалом для разработки и выпуска газопоршневых и дизельных двигателей и электростанций на их основе полностью российского производства.
|  |  |
|  |  |